# SCP 06F6
SCP 06F6 là (hay đã từng là) một vật thể thiên văn học thuộc loại không rõ được phát hiện vào ngày 21 tháng 2 năm 2006 ở trong chòm sao Mục Phu. Nó được phát hiện một cách tình cờ trong một cuộc khảo sát cụm thiên hà CL 1432.5+3332.8 bằng thấu kính tiên tiến dùng riêng để khảo sát của kính viễn vọng Hubble.
Theo như nghiên cứu của Kyle Barbary nằm trong dự án siêu tân tinh, vật thể này phát ra ánh sáng vô cùng dữ dội trong suốt chu kì 100 ngày, độ sáng lớn nhất đo được của thiên thể này là 21. Sau đó, nó mờ dần đi trong một chu kì tương tự.
Barbary và các đồng sự của mình đã báo cáo rằng quang phổ của ánh sáng phát ra từ vật thể này không hề khớp với bất kì một loại siêu tân tinh nào và hoàn toàn không hề khớ với bất kì một hiện tượng nào trong kho dữ liệu của Sloan Digital Sky Survey. Ánh sáng từ khu vực màu xanh phát ra có đặc tính đường rộng (tiếng Anh: broad line) trong khi ở khu vực màu đó thì ánh sáng thể hiện sự phát ra liên tục. Các hình ảnh của nó cho thấy có một ít đường quang phổ, nhưng khi các nhà thiên văn học cố gắng lần mò theo chúng để xác định rõ hơn thì lại thất bại vì cho ra kết quả không hề khớp với bất kì nguyên tố nào đã từng được biết.
Bởi vì quang phổ bất thường của thiên thể này, Barbary cùng các cộng sự của mình không thể xác định rõ được khoảng cách của vật thể thông qua phương pháp Dịch chuyển đỏ. Thậm chí, họ cũng không xác định được nó nằm trong hay nằm ngoài Ngân Hà của chúng ta. Hơn nữa, không có bất kì ngôi sao nào dù nằm trong hay ngoài Ngân Hà được phát hiện tại vị trí này. Do đó, vị trí của SCP 06F6 là một điều bí ẩn.